# Matej Mohorič
Matej Mohorič (Kranj, 19 de octubre de 1994) es un ciclista esloveno que desde 2018 corre para el equipo Team Bahrain Victorious de categoría UCI WorldTeam.
En 2013 consiguió el Campeonato Mundial sub-23. En 2017 consiguió una etapa de la Vuelta a España al llegar en solitario a la meta de Cuenca, destacando sus grandes dotes como rodador. En 2022 logró su primer monumento ganando la Milán-San Remo.

## Biografía

### Debut
En 2011 se proclamó campeón de Eslovenia de contrarreloj juvenil (menores de 19 años). Al año siguiente obtuvo el segundo puesto. Además, ganó el Tour de Austria Junior, el Giro della Lunigiana, el Giro di Basilicata y consiguió dos medallas en el Campeonato de Europa Júnior, plata en la contrarreloj y bronce en la carrera en ruta. Lo más destacado de su año deportivo fue su título de campeón del mundo juvenil en ruta. También ganó la medalla de plata en la contrarreloj.
En 2013, en su primer año en la selección sub-21, se incorporó al equipo Sava y se proclamó campeón de contrarreloj de Eslovenia sub-23. Al final de la temporada ganó el título mundial juvenil en Florencia. Se convirtió así en el primer corredor en ganar consecutivamente los títulos mundiales júnior y júnior. Para ganar, utiliza su técnica: se sienta en el cuadro y va cuesta abajo, mientras pedalea.
Sus resultados le permitieron unirse en 2014, con 19 años, al equipo Cannondale del UCI WorldTeam, que se convirtió en Cannondale-Garmin en 2015. A finales de 2015, al igual que su compatriota Marko Kump, firmó un contrato con el equipo Lampre-Merida.
En febrero de 2016, que participaba en el Tour de Catar, no terminó la prueba debido a una caída durante la primera etapa que le provocó una fractura en el codo izquierdo. En mayo ocupó el puesto 98 en el Giro de Italia, la primera vez que completó una gran vuelta. En el campeonato esloveno terminó segundo en la contrarreloj detrás de Primož Roglič. Al final de la temporada obtuvo su primera victoria profesional durante la sexta etapa del Tour de Hainan.
En agosto de 2017 decidió no renovar su contrato con el equipo UAE Team Emirates para incorporarse al equipo Bahrain-Merida en 2018. Ganó su primera etapa en una gran vuelta durante la séptima etapa de la Vuelta a España.

## Palmarés

### Ruta
| 2012 (como juvenil) - Campeonato del Mundo en Ruta Juvenil 2013 - Campeonato del Mundo en Ruta sub-23 2016 - 2.º en el Campeonato de Eslovenia Contrarreloj - 1 etapa del Tour de Hainan 2017 - 3.º en el Campeonato de Eslovenia en Ruta - 1 etapa de la Vuelta a España - Sun Hung Kai Properties Hong Kong Challenge 2018 - Gran Premio Industria y Artigianato-Larciano - 1 etapa del Giro de Italia - Campeonato de Eslovenia en Ruta - 1 etapa de la Vuelta a Austria - BinckBank Tour - Vuelta a Alemania, más 1 etapa 2019 - 2.º en el Campeonato de Eslovenia Contrarreloj - 1 etapa del Tour de Polonia 2020 - 3.º en el Campeonato de Eslovenia en Ruta | 2021 - Campeonato de Eslovenia en Ruta - 2 etapas del Tour de Francia - 1 etapa del Tour del Benelux 2022 - Milán-San Remo - 2.º en el Campeonato de Eslovenia Contrarreloj - CRO Race 2023 - 1 etapa del Tour de Eslovenia - 3.º en el Campeonato de Eslovenia en Ruta - 1 etapa del Tour de Francia - Tour de Polonia, más 1 etapa - 1 etapa del Renewi Tour - 1 etapa de la CRO Race 2024 - 1 etapa de la Vuelta a la Comunidad Valenciana - Campeonato de Eslovenia Contrarreloj - 3.º en el Campeonato de Eslovenia en Ruta |

### Grava
2023
- Campeonato Mundial en Grava

## Resultados

### Grandes Vueltas
| Carrera | Carrera         | 2013 | 2014 | 2015 | 2016 | 2017  | 2018 | 2019  | 2020 | 2021 | 2022 | 2023 | 2024  | 2025  |
| ------- | --------------- | ---- | ---- | ---- | ---- | ----- | ---- | ----- | ---- | ---- | ---- | ---- | ----- | ----- |
|         | Giro de Italia  | —    | —    | —    | 98.º | 135.º | 30.º | —     | —    | Ab.  | —    | —    | —     | —     |
|         | Tour de Francia | —    | —    | —    | —    | —     | —    | 119.º | 76.º | 31.º | 85.º | 72.º | 127.º | 126.º |
|         | Vuelta a España | —    | —    | Ab.  | —    | 30.º  | —    | —     | Ab.  | —    | —    | —    | —     | —     |

—: no participa
Ab.: abandono

### Vueltas menores
| Carrera | Carrera                | 2013 | 2014 | 2015 | 2016  | 2017 | 2018 | 2019 | 2020 | 2021 | 2022 | 2023 | 2024 | 2025 |
| ------- | ---------------------- | ---- | ---- | ---- | ----- | ---- | ---- | ---- | ---- | ---- | ---- | ---- | ---- | ---- |
|         | Tour Down Under        | —    | 89.º | —    | —     | —    | —    | —    | —    | X    | X    | —    | —    | —    |
|         | Tirreno-Adriático      | —    | —    | —    | —     | 73.º | —    | 17.º | —    | —    | —    | —    | —    | —    |
|         | Volta a Cataluña       | —    | —    | —    | 117.º | —    | 20.º | —    | X    | 50.º | —    | —    | —    | —    |
|         | Vuelta al País Vasco   | —    | —    | 87.º | —     | 87.º | —    | —    | X    | —    | —    | —    | —    | —    |
|         | Tour de Romandía       | —    | Ab.  | —    | 62.º  | —    | —    | —    | X    | —    | —    | —    | —    | —    |
|         | Critérium del Dauphiné | —    | —    | —    | —     | —    | —    | —    | 55.º | —    | —    | —    | —    | —    |
|         | Vuelta a Suiza         | —    | —    | 73.º | —     | 58.º | —    | 62.º | X    | —    | —    | —    | —    | 63.º |
|         | Tour de Polonia        | —    | —    | 70.º | Ab.   | 60.º | —    | 27.º | —    | 2.º  | —    | 1.º  | 6.º  |      |
|         | Tour del Benelux       | —    | —    | —    | —     | —    | 1.º  | —    | —    | —    | X    | —    | 8.º  |      |

—: no participa
Ab.: abandono
X: no se disputó

### Clásicas y Campeonatos
| Carrera                 | Carrera                 | 2013          | 2014          | 2015          | 2016  | 2017          | 2018          | 2019          | 2020          | 2021 | 2022 | 2023 | 2024  | 2025  |
| ----------------------- | ----------------------- | ------------- | ------------- | ------------- | ----- | ------------- | ------------- | ------------- | ------------- | ---- | ---- | ---- | ----- | ----- |
| Omloop Het Nieuwsblad   | Omloop Het Nieuwsblad   | —             | —             | —             | —     | —             | —             | —             | —             | —    | 17.º | 21.º | 24.º  | 150.º |
| Kuurne-Bruselas-Kuurne  | Kuurne-Bruselas-Kuurne  | —             | —             | —             | —     | —             | —             | —             | —             | —    | 50.º | 3.º  | 79.º  | Ab.   |
| Strade Bianche          | Strade Bianche          | —             | —             | —             | —     | 80.º          | 11.º          | —             | 19.º          | 56.º | Ab.  | 6.º  | 5.º   | —     |
|                         | Milán-San Remo          | —             | —             | —             | —     | 57.º          | 25.º          | 5.º           | 10.º          | 11.º | 1.º  | 8.º  | 6.º   | 100.º |
| E3 Harelbeke            | E3 Harelbeke            | —             | —             | —             | —     | —             | —             | 27.º          | X             | —    | 4.º  | 7.º  | 15.º  | Ab.   |
| Gante-Wevelgem          | Gante-Wevelgem          | —             | —             | —             | —     | —             | —             | 9.º           | —             | —    | 9.º  | 43.º | 13.º  | Ab.   |
| A Través de Flandes     | A Través de Flandes     | —             | —             | —             | —     | —             | —             | 15.º          | X             | —    | —    | —    | —     | 49.º  |
|                         | Tour de Flandes         | —             | —             | —             | —     | —             | —             | 41.º          | —             | —    | 21.º | Ab.  | Ab.   | 21.º  |
|                         | París-Roubaix           | —             | —             | —             | —     | —             | —             | 70.º          | X             | Ab.  | 5.º  | 29.º | —     | Ab.   |
| Flecha Brabanzona       | Flecha Brabanzona       | —             | —             | 91.º          | —     | —             | —             | —             | —             | 37.º | —    | —    | —     | —     |
| Amstel Gold Race        | Amstel Gold Race        | —             | 112.º         | Ab.           | 99.º  | 86.º          | —             | 46.º          | X             | 9.º  | 13.º | 33.º | —     | —     |
| Flecha Valona           | Flecha Valona           | —             | 137.º         | Ab.           | —     | 127.º         | —             | 49.º          | 25.º          | 57.º | —    | 23.º | —     | —     |
|                         | Lieja-Bastoña-Lieja     | —             | 127.º         | Ab.           | —     | 193.º         | —             | 36.º          | 4.º           | 10.º | 37.º | 40.º | —     | —     |
| Clásica San Sebastián   | Clásica San Sebastián   | —             | —             | —             | —     | —             | —             | Ab.           | X             | 2.º  | Ab.  | —    | —     |       |
| EuroEyes Classics       | EuroEyes Classics       | —             | —             | —             | 70.º  | —             | —             | —             | X             | X    | —    | —    | —     |       |
| Bretagne Classic        | Bretagne Classic        | —             | —             | —             | 116.º | —             | —             | 11.º          | —             | —    | —    | —    | —     |       |
| Gran Premio de Quebec   | Gran Premio de Quebec   | —             | 78.º          | —             | 86.º  | —             | 22.º          | 36.º          | X             | X    | 54.º | 5.º  | 30.º  |       |
| Gran Premio de Montreal | Gran Premio de Montreal | —             | 62.º          | —             | 28.º  | —             | 41.º          | 26.º          | X             | X    | Ab.  | 18.º | Ab.   |       |
|                         | Giro de Lombardía       | —             | —             | —             | —     | —             | 56.º          | —             | —             | Ab.  | 61.º | —    | 111.º |       |
| JJ. OO. (Ruta)          | JJ. OO. (Ruta)          | No se disputó | No se disputó | No se disputó | Ab.   | No se disputó | No se disputó | No se disputó | No se disputó | —    | ND   | ND   | Ab.   | ND    |
| Mundial en Ruta         | Mundial en Ruta         | —             | —             | —             | —     | 91.º          | Ab.           | Ab.           | —             | 14.º | —    | —    | —     |       |
| Mundial Contrarreloj    | Mundial Contrarreloj    | —             | 56.º          | —             | —     | —             | —             | —             | —             | —    | —    | —    | —     |       |
| Europeo en Ruta         | Europeo en Ruta         | X             | X             | X             | —     | 50.º          | 16.º          | —             | —             | 13.º | —    | —    | —     |       |
| Eslovenia en Ruta       | Eslovenia en Ruta       | 4.º           | 15.º          | 5.º           | 7.º   | 3.º           | 1.º           | 5.º           | 3.º           | 1.º  | —    | 3.º  | 3.º   | —     |
| Eslovenia Contrarreloj  | Eslovenia Contrarreloj  | 4.º           | 5.º           | —             | 2.º   | —             | —             | 2.º           | —             | —    | 2.º  | —    | 1.º   | —     |

—: no participa
Ab.: abandono
X: no se disputó

## Equipos
- Sava (2013)
- Cannondale (2014)
- Cannondale-Garmin (2015)
- Lampre-Merida/UAE Team Emirates (2016-2017)
  - Lampre-Merida (2016)
  - UAE Team Emirates (2017)
- Bahrain (2018-)
  - Bahrain Merida (2018-2019)
  - Team Bahrain McLaren (2020)
  - Team Bahrain Victorious (2021-)